# Ichneutica paraxysta
Ichneutica paraxysta là một loài bướm đêm trong họ Noctuidae. Đây là loài đặc hữu của New Zealand.